# 1702年官地法令
《1702年官地法令》（英語：Crown Lands Act 1702；1 Ann c 1）是英格蘭國會的一項法令。截至2010年底，該法令在大不列顛仍然部分有效。
第1至4條由《1867年成文法編正法令》廢除。
第6及8條由《1948年成文法編正法令》附表1廢除。
在愛爾蘭共和國，該法令已由《2007年成文法編正法令》第2(1) （页面存档备份，存于）及3(1) （页面存档备份，存于）條，以及附表2第2部 （页面存档备份，存于）廢除。

## 外部連結
- The Crown Lands Act 1702 （页面存档备份，存于）, as amended from the National Archives.
- List of repeals in the Republic of Ireland from the Irish Statute Book （页面存档备份，存于）